# In amore niente regole
In amore niente regole (Leatherheads) è un film del 2008 diretto da George Clooney, parzialmente basato sulla storia dei Duluth Eskimos.

## Trama
Jimmy "Dodge" Connelly, capitano dei Duluth Bulldogs, derelitta squadra del campionato professionistico di football americano, nel 1925 decide che per salvare team e futuro deve ingaggiare il campione universitario ed eroe di guerra Carter Rutherford. Da abile manovratore riesce a portarlo sugli infangati campetti del professionismo, insieme al suo agente e ai contratti pubblicitari che viaggiano con lui, richiamando pubblico e passione intorno alla squadra. Intanto la giornalista sportiva Lexie Littleton del Chicago Tribune indaga sui presunti atti eroici nella grande guerra di Rutherford e si accompagna alla squadra facendo innamorare sia il giovane Carter che il più maturo Dodge. Facendo breccia nel cuore di Rutherford la giornalista scopre in che modo può diventare eroico un atto dettato dalla paura, se usato da un agente senza scrupoli che gioca sul bisogno dell'America di trovare un eroe senza macchia, negli anni precedenti alla grande depressione. Scoperto e svelato il trucco, Dodge e Carter, che nel frattempo è stato ingaggiato dalla squadra di Chicago, si scontrano in campo e, nel football che si è appena dotato di regole e commissari data l'immediata popolarità, ad avere la meglio sarà un nuovo trucco escogitato dallo scaltro Dodge, che chiuderà la sua carriera sposando Lexie.

## Produzione

### Cast
Il personaggio di Carter Rutherford è ispirato alla vita di Red Grange, professionista degli anni 1920, giudicato uno dei migliori giocatori di tutti i tempi. Anche il personaggio di C.C. Frazier è ispirato a C.C. Pyle, manager di Red Grange.

### Riprese
Le riprese iniziarono il 12 febbraio 2007 e vennero effettuate nel Tennessee a Chattanooga, nella Carolina del Sud ad Anderson, Ware Shoals, Greenville e Travelers Rest e nella Carolina del Nord a Statesville, Greensboro e Winston-Salem. Le partite di football vennero invece effettuate al Memorial Stadium del Central Piedmont Community College di Charlotte nella Carolina del Nord.

### Titolo
Il titolo inglese Leatherheads significa letteralmente "teste di cuoio". Come titolo italiano inizialmente era stato scelto Playing Dirty, letteralmente "giocando sporco".

### Tagline
(Tagline del film)

### Anteprima
Il 24 marzo George Clooney e Renée Zellweger fecero un'anteprima del film a Maysville, nel Kentucky, città natale di Nick Clooney e Rosemary Clooney, rispettivamente padre e zia dell'attore.

### Box office
Il film non ebbe grande successo al botteghino non riuscendo a superare il budget iniziale di 58 milioni di dollari; incassò complessivamente circa 31,2 milioni di dollari negli Stati Uniti e 10,1 milioni di dollari nel resto del mondo, per un totale di 41,3 milioni di dollari.